# 皮埃爾一世 (庫特奈)
皮埃爾一世（1126年9月—1183年4月10日），法國國王路易六世之子，卡佩-庫特奈家族的始祖。

## 家庭
1150年左右，皮埃爾一世與庫特奈的伊莉莎白結婚，兩人共有2子2女：
1. 艾莉克絲（英语：Alice of Courtenay）（1160年—1218年），英格蘭王后昂古萊姆的伊莎貝爾之母
2. 厄絲塔齊（1162年—1235年），與亞該亞的紀堯姆一世結婚
3. 皮埃爾二世（約1165年—1219年），1216年被選為拉丁帝國皇帝
4. 羅貝爾（英语：Robert, Lord of Champignelles）（約1168年—1239年），尚皮涅勒領主